# HEPES
L'HEPES (acido 4-2-idrossietil-1-piperazinil-etansolfonico) è una sostanza organica utilizzata per preparare una soluzione tampone largamente usata nelle colture cellulari per mantenere stabile il pH fisiologico. Possiede un pKa di 7,55 a 20 °C.
L'HEPES è utilizzato per proteggere soluzioni congelate di enzimi da variazioni di pH crio-indotte.
Considerata la fototossicità di HEPES (produzione di perossido di idrogeno se esposto alla luce ambientale) è necessario mantenere al buio le soluzioni di tale tampone; questo anche per ottenere la massima ripetibilità degli esperimenti.